# Городищенское сельское поселение (Татарстан)
Городищенское се́льское поселе́ние — муниципальное образование в Дрожжановском районе Татарстана Российской Федерации.
Административный центр — село Городище.

## История
Статус и границы сельского поселения установлены Законом Республики Татарстан от 31 января 2005 года № 21-ЗРТ «Об установлении границ территорий и статусе муниципального образования "Дрожжановский муниципальный район" и муниципальных образований в его составе».

## Население
| 2002 | 2010 | 2011 | 2012 | 2013 | 2014 | 2015 |
| ---- | ---- | ---- | ---- | ---- | ---- | ---- |
| 1012 | ↘896 | ↘893 | ↘864 | ↘848 | ↘817 | ↘792 |
| 2016 | 2017 | 2018 |      |      |      |      |
| ↘759 | →759 | ↘727 |      |      |      |      |

## Состав сельского поселения
| № | Населённый пункт | Тип населённого пункта       | Население |
| - | ---------------- | ---------------------------- | --------- |
| 1 | Городище         | село, административный центр | 870       |
| 2 | Новое Чекурское  | село                         | 147       |